# Adem Hecini
Adem Hecini (13 december 1975) is een Algerijnse voormalig sprinter, die was gespecialiseerd in de 400 m en de 800 m. Hij werd meervoudig Algerijns kampioen op deze afstanden en nam driemaal deel aan de Olympische Spelen.

## Biografie
Hecini stak in 1996 een eerste keer zijn neus aan het internationale venster toen hij zilver won op de 800 m op de Afrikaanse kampioenschappen. In datzelfde jaar maakte hij in Atlanta zijn debuut op de Olympische Spelen. Met een tijd van 1.47,23 werd hij reeds in de reeksen uitgeschakeld.
Op de 800 m nam hij ook driemaal deel aan de wereldkampioenschappen. Zowel in 1997, 1999 als 2001 behaalde hij echter geen noemenswaardige resultaten.
In 2000 kwalificeerde hij zich een tweede maal voor de Olympische Spelen. Met een tijd van 1.45,08 in de halve finales van de 800 m miste hij op een haar de finale. Op de 4 × 400 m estafette werd hij met zijn teamgenoten Malik-Khaled Louahla, Kamel Talhaoui en Samir Moussaoui in de eerste ronde uitgeschakeld.
Vier jaar later in Athene probeerde Hecini het op de 400 m. In de reeksen werd hij kansloos uitgeschakeld in een tijd van 46,50 s.

## Titels
- Algerijns kampioen 400 m - 1998, 2002, 2003, 2004
- Algerijns kampioen 800 m - 1997, 2001
- Pan-Arabisch juniorenkampioen 400 m - 1994

## Persoonlijke records
Outdoor
| Onderdeel | Tijd    | Datum            | Plaats     |
| --------- | ------- | ---------------- | ---------- |
| 400 m     | 45,63 s | 7 september 2003 | Amman      |
| 600 m     | 1.15,13 | 1 september 1999 | Bellinzona |
| 800 m     | 1.44,59 | 13 augustus 1997 | Zürich     |

Indoor
| Onderdeel | Prestatie | Datum            | Plaats |
| --------- | --------- | ---------------- | ------ |
| 1000 m    | 2.19,90   | 21 februari 2001 | Pireas |

## Prestaties
| Jaar | Wedstrijd                           | Plaats     | Resultaat | Onderdeel | Tijd    |
| ---- | ----------------------------------- | ---------- | --------- | --------- | ------- |
| 1994 | Pan-Arabische jeugdkampioenschappen | Casablanca | 1e        | 400 m     | 47,22 s |
|      | Afrikaans jeugdkampioenschappen     | Algiers    | 3e        | 400 m     | 47,53 s |
| 1996 | Afrikaanse kampioenschappen         | Yaoundé    | 2e        | 800 m     | 1.47,17 |
| 2001 | Middellandse Zeespelen              | Tunis      | 1e        | 800 m     | 1.49,21 |
| 2002 | Wereldbeker                         | Madrid     | 3e        | 4 × 400 m | 3.01,69 |